# Lanlana Tararudee
Lanlana Tararudee (thailändisch ลานลาน่า ธาฤดี; * 7. Juli 2004) ist eine thailändische Tennisspielerin.

## Karriere
Lanlana spielt bislang vorrangig auf der ITF Women’s World Tennis Tour, wo sie bislang sechs Titel im Einzel gewinnen konnte.
2022 qualifizierte sie sich für das Hauptfeld des Juniorinneneinzel in Wimbledon. Sie verlor dort in der ersten Runde knapp mit 7,5, 3:6 und 2:6 gegen Lucía Peyre. Im Juniorinnendoppel erreichte sie an der Seite ihrer Partnerin Sayaka Ishii das Viertelfinale.
2023 konnte sie im Januar ihren ersten ITF-Titel im Einzel in Nonthaburi gewinnen.

## Turniersiege

### Einzel
| Nr. | Datum            | Turnier             | Kategorie | Belag        | Finalgegnerin         | Ergebnis      |
| --- | ---------------- | ------------------- | --------- | ------------ | --------------------- | ------------- |
| 1.  | 15. Januar 2023  | Nonthaburi          | ITF W40   | Hartplatz    | Mananchaya Sawangkaew | 2:6, 6:1, 6:0 |
| 2.  | 19. Februar 2023 | Ipoh                | ITF W25   | Hartplatz    | Jaeda Daniel          | 6:0, 3:6, 6:2 |
| 3.  | 23. Juli 2023    | Nakhon Si Thammarat | ITF W25   | Hartplatz    | Back Da-yeon          | 6:4, 6:4      |
| 4.  | 20. August 2023  | Nanchang            | ITF W40   | Sand (Halle) | You Xiaodi            | 6:2, 6:3      |
| 5.  | 3. März 2024     | Traralgon           | ITF W35   | Hartplatz    | Ma Yexin              | 6:4, 7:5      |
| 6.  | 21. April 2024   | Shenzhen            | ITF W50   | Hartplatz    | Ren Yufei             | 6:75,6:3, 6:2 |